# Relazioni bilaterali tra Sudafrica e Ucraina
Le relazioni bilaterali tra Sudafrica e Ucraina sono l'insieme delle relazioni bilaterali che avvengono a livello diplomatico, politico, militare, economico e culturale tra Sudafrica e Ucraina.
Il Sudafrica ha stabilito un'ambasciata a Kiev nell'ottobre 1992 mentre l'Ucraina ha istituito un'ambasciata a Pretoria nel 1995.
Nonostante sia un forte sostenitore pubblicamente della non interferenza negli affari interni degli stati sovrani, il Sudafrica ha evitato di criticare l'annessione della Crimea alla Russia nel 2014 e ha invece sostenuto debolmente la solidarietà tra le nazioni BRICS. Sebbene inizialmente critico nei confronti dell'invasione russa dell'Ucraina nel 2022, il Sudafrica ha cercato di riparare e mantenere relazioni amichevoli con la Russia.
Nel 2008 il Sudafrica si è classificato al secondo posto (dopo il Ghana) tra tutti i paesi africani in termini di prodotti esportati in Ucraina. In quell'anno, il commercio tra i due paesi era cresciuto di 5,4 volte a 375.1 milioni di dollari.